# Aerangis arachnopus
Aerangis arachnopus là một loài thực vật có hoa trong họ Lan. Loài này được (Rchb.f.) Schltr. mô tả khoa học đầu tiên năm 1918.